# Megapodius
Megapodius é um gênero de aves da família Megapodiidae. Os animais desse gênero são conhecidos em português como megapódios

## Espécies
Treze espécies são reconhecidas:
- Megapodius pritchardii Gray, 1864
- Megapodius laperouse Gaimard, 1823
- Megapodius nicobariensis Blyth, 1846
- Megapodius cumingii Dillwyn, 1853
- Megapodius bernsteinii Schlegel, 1866
- Megapodius tenimberensis Sclater, 1883
- Megapodius freycinet Gaimard, 1823
- Megapodius geelvinkianus Meyer, 1874
- Megapodius eremita Hartlaub, 1868
- Megapodius layardi Tristram, 1879
- Megapodius decollatus Oustalet, 1878
- Megapodius reinwardt Dumont, 1823

Em adição, três espécies subfósseis foram descritas:
- †Megapodius molistructor Balouet & Olson, 1989 - Nova Caledônia
- †Megapodius amissus Worthy, 2000 - Fiji